# اکسلویرفین
اکسلویرفین (به هلندی: Exloërveen) یک منطقهٔ مسکونی در هلند است که در بورخر-ادورن واقع شده‌است. اکسلویرفین ۶۰ نفر جمعیت دارد.